# Verwaltungsgemeinschaft Schönebeck (Elbe)
In der Verwaltungsgemeinschaft Schönebeck (Elbe) des Salzlandkreises in Sachsen-Anhalt waren vier Gemeinden zur Erledigung der Verwaltungsgeschäfte zusammengeschlossen.
Am 1. Januar 2009 wurde die Verwaltungsgemeinschaft aufgelöst und die Mitgliedsgemeinden Plötzky, Pretzien und Ranies in die Stadt Schönebeck (Elbe) eingegliedert. Die Verwaltungsgemeinschaft hatte 35.238 Einwohner (31. Dezember 2007) auf einer Fläche von 85,8 km². Letzter Leiter der Verwaltungsgemeinschaft war Hans-Jürgen Haase.